# 목포역
목포역(Mokpo station, 木浦驛)은 대한민국 전라남도 목포시 호남동에 있는 한국철도공사 호남선의 철도역이다. 목포시 구도심에 있으며, 대한민국의 최서단 철도역이다.

## 개요
한국철도공사 광주본부의 전라남도 남서부 1급 관리역으로 다도해와 강진군, 영암군, 해남군, 완도군, 무안군, 신안군, 진도군이 있어 이를 찾는 관광객들이 많이 이용하며 2004년 4월 1일 호남선 KTX가 운행과 함께 역사가 증축되었다. 호남선 KTX, SRT, ITX-새마을, ITX-마음, 무궁화호가 이 역을 기점으로 운행한다.

## 역사
- 1913년 5월 15일: 보통역으로 영업 개시[1]
- 1943년 12월 1일: 목포역을 폐지하고 목포부두역으로 변경[2]
- 1971년 9월 10일: 민수용 무연탄 도착취급역 지정[3]
- 1978년 6월 12일: 역사 신축 착공
- 1979년 7월 3일: 역사 신축 준공
- 1980년 8월 4일: 민수용 무연탄 도착취급역 지정취소[4]
- 1998년 12월 1일 : 호남선 비둘기호 완행열차 운행중단 통일호 승격 운행
- 2004년 4월 1일: 역사 증축 및 KTX 운행 개시 통일호 폐지
- 2006년 5월 1일: 소화물 취급 중지
- 2013년 12월 2일: 삼학도선 폐지
- 2015년 4월 2일: 호남고속철도 1단계 개통
- 2015년 6월 1일: 화물 취급 중지[5]
- 2016년 12월 9일: SRT 및 누리로 운행개시
- 2023년 9월 1일: ITX-마음 운행 개시
- 2027년 11월: 호남고속철도 2단계 개통 예정

## 역 구조
2층 건물로 이루어져 있으며, 1층에 대합실과 매표소, 편의점, 여행안내소, 던킨 도너츠 등의 편의시설이 있다.
승강장은 주요 시종착역에서 볼 수 있는 터미널형 승강장으로 이루어져 있으나, 승강장이 이어져 있는 부분이 아닌 역 구내의 과선교를 이용하여 승강장으로 입장한다. 호남선 종착역임을 알리는 표지석이 있다. 

### 승강장
| ↑임성리               |
| ２ \| ３４ \| ５６ \| |
| 시·종착역             |

| 번호 | 노선   | 열차                             | 행선지                                      |
| ---- | ------ | -------------------------------- | ------------------------------------------- |
| 1~6  | 호남선 | KTX                              | 용산 · 서울 · 행신 방면                     |
| 1~6  | 호남선 | SRT                              | 평택지제 · 동탄 · 수서 방면                 |
| 1~6  | 호남선 | ITX-새마을 · ITX-마음 · 무궁화호 | 나주 · 광주송정 · 익산 · 서대전 · 용산 방면 |
| 1~6  | 경전선 | 무궁화호                         | 광주송정 · 순천 · 진주 · 부전 방면          |
| 1~6  | 광주선 | 무궁화호                         | 극락강 · 광주 방면                          |

## 전용선
- 삼학도선: 1965년 12월 개통되어[6], 석탄부두와 한국제분 공장 등으로 연결되던 1.8 km의 노선이다. 2011년 6월 한국제분 공장이 충청남도 당진시로 이전하고[7], 이듬해 삼학도선 운영권을 보유한 고려시멘트에서 석탄 운송을 육로로 전환하면서[8], 삼학도선은 점차 화물 철도로서의 기능을 상실하였다. 결국 2013년 12월 2일 폐선이 확정되었다.[9] 목포역 구내의 400m 구간은 존치되고, 동명동 일대 650ｍ 구간은 차도 및 인도로 쓰이며, 삼학도 공원화 사업에 포함된 750ｍ 구간에는 휴식공간이 들어설 계획이다.[10] 2000년대 중반에는 노면전차로 전환하거나, 레일바이크 노선을 설치하자는 의견도 있었다. 이 노선은 마산항제1부두선과 마찬가지로 주택가와 인접한 구간이 있어 특대형 기관차는 진입이 불가능하며, 중·소형 기관차만 진입이 가능하였다. 노선의 끝에 ‘삼학역’이라는 역이 존재하였다고도 하는데[11], 이는 잘못된 출처를 바탕으로 한 오류이다. 노선명은 한국철도공사의 철도물류정보서비스 상에서는 ‘삼학선’으로 표시되었다.

## 인접한 역
| 호남선 (KTX·SRT)      | 호남선 (KTX·SRT)              | 호남선 (KTX·SRT) |
| --------------------- | ----------------------------- | ---------------- |
| 나주 행신 방면        | KTX 호남선                    | 시·종착역        |
| 나주 서울 방면        | KTX 호남선 서대전 · 김제 경유 | 시·종착역        |
| 나주 수서 방면        | SRT 호남선                    | 시·종착역        |
| 일로 용산 방면        | ITX-새마을 · ITX-마음 호남선  | 시·종착역        |
| 일로 용산 방면        | 무궁화호 호남선               | 시·종착역        |
| 임성리 광주·부전 방면 | 무궁화호 호남선 · 경전선      | 시·종착역        |